# 坂井達彌
坂井達彌（1990年11月19日—），日本足球運動員，現效力泰國乙組足球聯賽球會泰國皇家海軍，司職後衛，前日本國家足球隊成員。

## 俱樂部生涯
坂井达弥2013年从鹿屋体育大学毕业加盟鸟栖砂岩，上赛季受伤病影响仅出场9场。
松本山雅官方宣布，鸟栖砂岩后卫坂井达弥租借加盟。
泰超球队北榄城官方宣布签下日本中卫坂井达弥，主帅石井正忠是继FC岐阜的小野悠斗后，签下新的日本球员。

## 國家隊生涯
在2014年9月被主帅阿吉雷招入日本国家队，并在对乌拉圭的比赛出场。

## 外部連結
- National Football Teams（页面存档备份，存于）
- 坂井達彌的X（前Twitter）
- 日本職業足球聯賽中的坂井達彌 （日語）
- 坂井達彌在 National-Football-Teams.com 上的出场纪录 （英文）
- Soccerway資料庫：坂井達彌
- transfermarkt （页面存档备份，存于）
- 坂井達弥の「なんとかなる」 official ブログ（页面存档备份，存于）